# Chorizanthe illapelina
Chorizanthe illapelina là một loài thực vật có hoa trong họ Rau răm. Loài này được Phil. mô tả khoa học đầu tiên năm 1895.